# Stenotarsus blatchleyi
Stenotarsus blatchleyi là một loài bọ cánh cứng trong họ Endomychidae. Loài này được Walton miêu tả khoa học năm 1928.